# Papírna

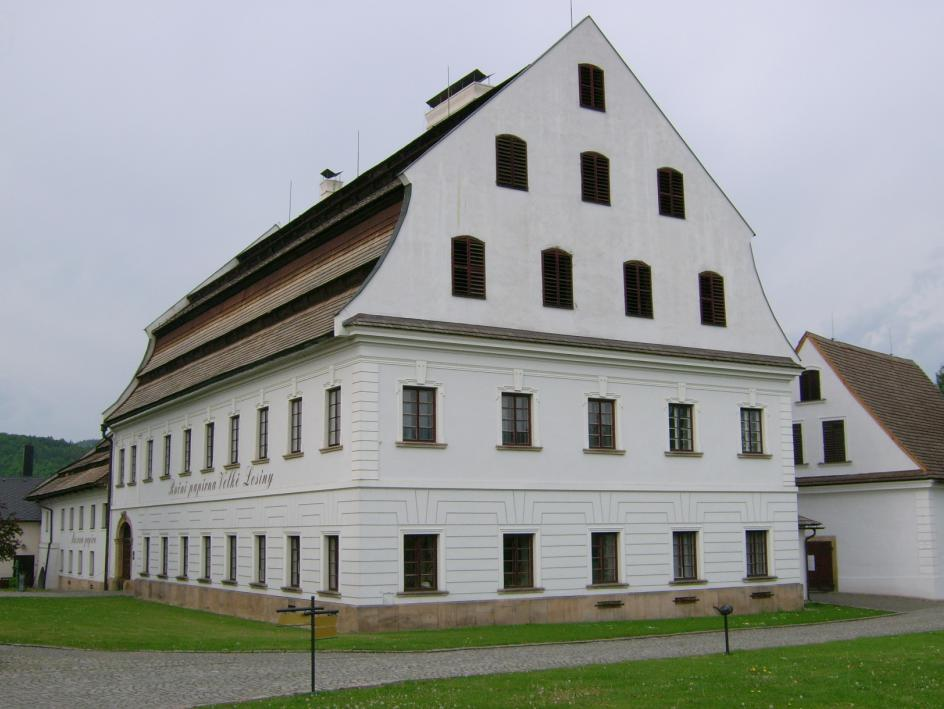
Budova papírny ve Velkých Losinách, založená roku 1550

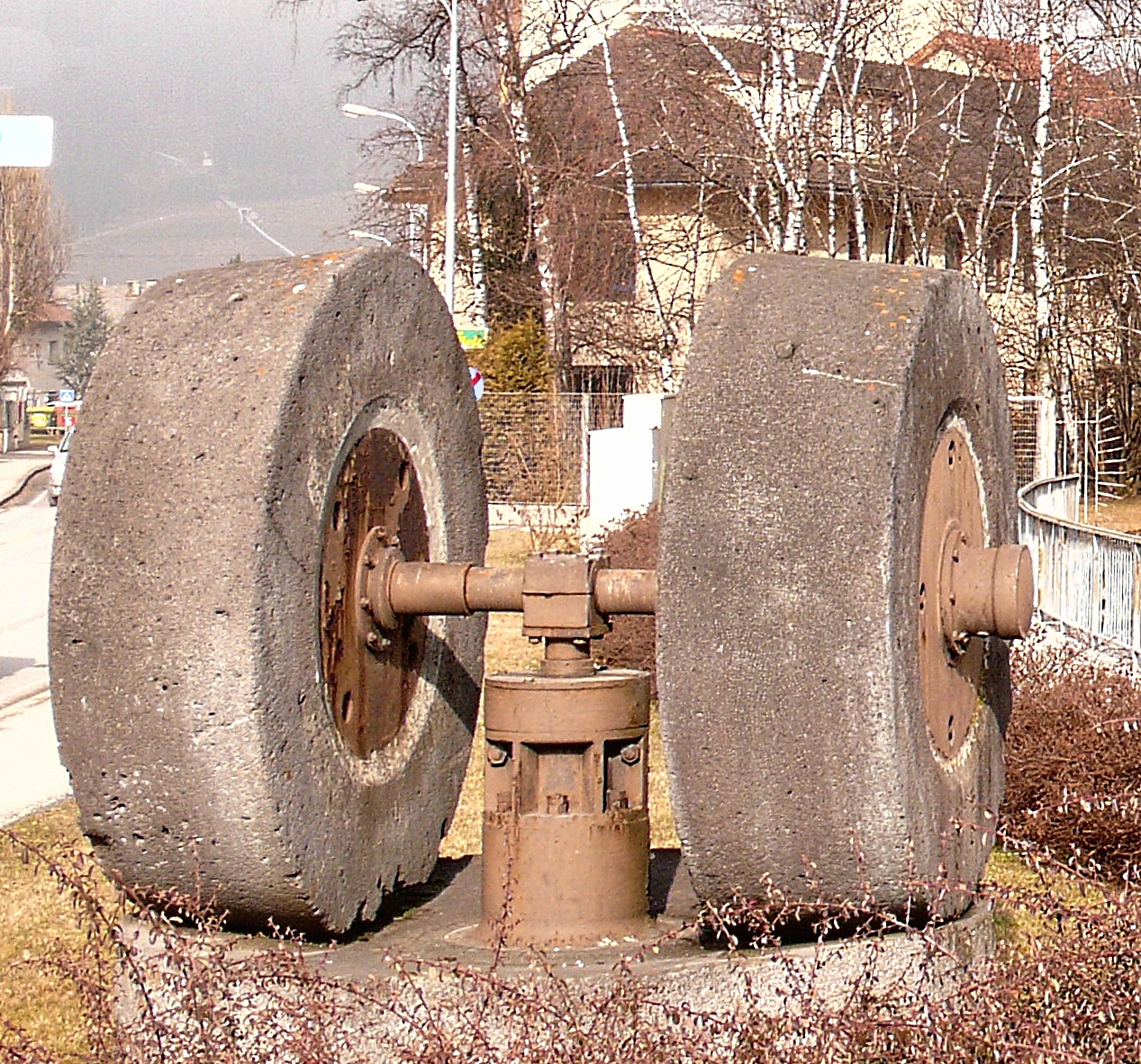
Mlýn na papírovou hmotu; z rakouské papírny ve Wattens, založené roku 1558

Papírna je řemeslný nebo průmyslový závod, zabývající se zpracováním celulózy a výrobou papíru.

## Historie
Technologické znalosti výroby papíru rozšířili do Evropy Arabové již ve 13. století. První papírny byly zakládány v Itálii a ve Francii. Pro využití na listiny v kancelářích a na knihy v knihovnách však pro svou trvanlivost převažoval pergamen až do vynálezu grafiky (dřevoryt, mědiryt) a knihtisku. S masovou výrobou šrotových tisků a papírových knih během 2. poloviny 15. století a zejména v 16. století se papírnické řemeslo a papírenská výroba začaly rychle šířit. Podle vodoznaků výrobců lze sledovat dovoz nejstarších výrobků, například z Benátek či Nizozemí do českých zemí. Nejstarší české, moravské a slezské papírny byly zakládány v letech 1520-1560. Vedle papírenských mlýnů s vodním náhonem také drobné městské papírny, například v Praze již od roku 1526. Ruční výroba papíru trvala až do nástupu manufaktur se strojními lisy a řezačkami v 18. století.

## Zpracování

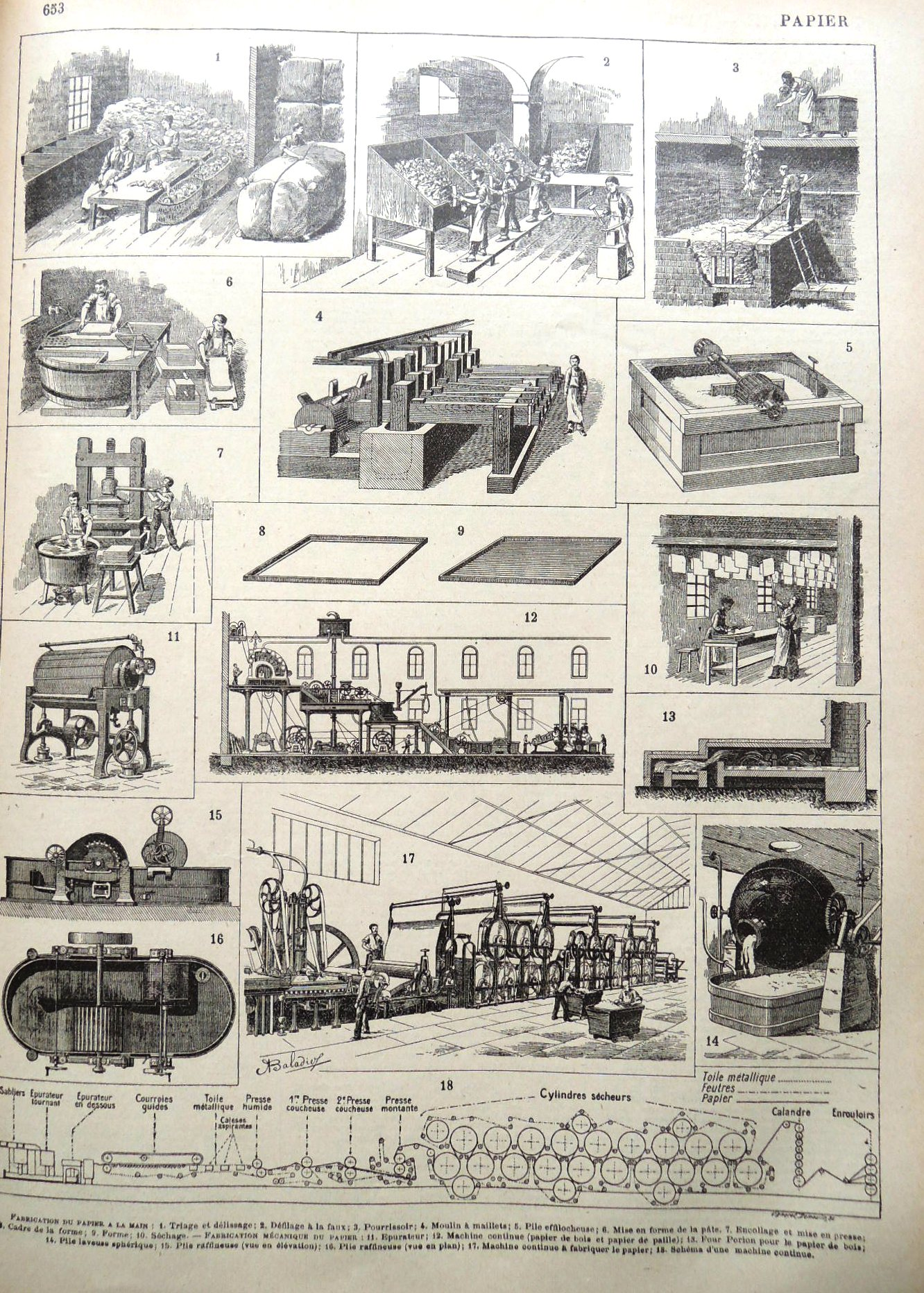
Výroba papíru kolem 1900

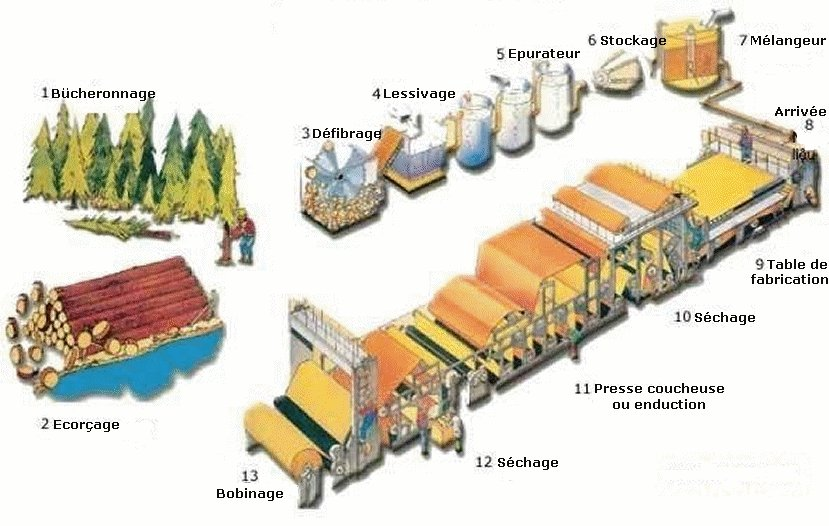
Schéma výroby papíru: 1. kácení; 2. odkorování; 3. rozvláknění; 4. praní; 5. čištění; 6. skladování; 7. promísení; 8. přívod do stroje; 9. výrobní stůl; 10. sušení; 11. kalandrování; 12. sušení; 13. navíjení

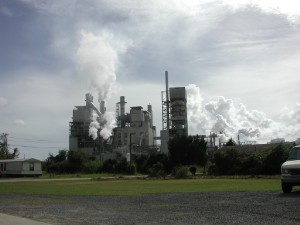
Papírna ve městě Georgetown ve státě Jižní Karolína. V době vzniku šlo o největší papírnu na světě.

Používaný materiál je buničina vyrobená ze dřeva (většinou smrkového), či ze sekundárních vláken (sběrový papír), ale mohou být použity i jiné rostlinné vláknité materiály jako bavlna nebo konopí.

### Moderní výroba
Moderní výrobní proces papíru a jeho průmyslová výroba začala v roce 1799 vynálezem papírenského stroje Francouzem Nicholasem-Louisem Robertem. V roce 1798 zkonstruoval funkční prototyp stroje, který nahradil nabírání jednotlivých archů ručně a umožnil výrobu nekonečného pásu papíru. Na tento vynález získal 18. ledna 1799 patent.
Mnoho společností vyrábějících papír je v 21. století mezinárodně propojeno. Největším světovým výrobcem papíru je Čína. Na druhém místě jsou Spojené státy americké. V roce 2019 bylo celosvětově vyrobeno téměř 415 milionů tun papíru, kartonu a lepenky.
Výroba má tyto fáze:

#### Výroba vláknoviny – buničiny
Ze vstupního materiálu (dřevěné štěpky) je nejprve vyrobena buničina případně dřevovina.

#### Příprava
Použitá vláknina se pak upravuje podle typu vyráběného papíru a to mechanicky a chemicky.
- Mechanické úpravy – mletí. Vláknina se ve vodní suspenzi mele kontinuálně, nejčastěji v diskových mlýnech. Pro měkké pevné papíry se vláknina mele velmi málo, avšak pro tukotěsné papíry (pergamenová náhrada) je stupeň mletí velmi vysoký.
- Chemické úpravy – do vlákniny se přidává kationický škrob (zvýšení pevností papíru), barvy, klížidlo (proti rozpíjení tiskových barev nebo inkoustu), plniva – kaolin nebo uhličitan vápenatý (aby nebyl papír průsvitný), retenční prostředky (pro zvýšení výtěžnosti), a další chemické prostředky.

#### Papírenský stroj
- Mokrá část

Vláknitá suspenze natéká na podélné nekonečné síto, nebo na síto válcové (former), kde dochází k odvodnění vlákniny tak, že vlákna se usazují na povrchu síta a voda protéká do sběrné vany. Dále se může voda ze spodní strany síta odsát sacími skříněmi.
- Lisová část

papírový list se snímá ze síta pomocí plstěnce do lisové části (několik válcových lisů za sebou), kde se lisováním odstraní další množství vody z papírového listu.
- Sušicí část

Protože již není možné mechanicky odstranit zbylou vodu v papírovém listu, musí se papírový list sušit na válcích, které jsou vytápěny párou. Ve středu sušicí části může být umístěno natírací zařízení pro povrchové úpravy papíru (povrchové klížení nebo natíraní). Na konci papírenského stroje může být kalandr. Jedná se o zvláštní lis, kde se papír povrchově uhlazuje, pak následuje navíječ kde se papírový list navíjí do rolí nebo řeže na formáty.

#### Formování do archů
Směs celulózy se dále ředí vodou, výsledkem je velmi jemný neusazený kal (suspenze). Tato zředěná suspenze se cedí přes jemné, pohybující se síto, v nekonečný pás papíroviny. Vodotisk může být vložen do papíru v této fázi procesu. Tento pohybující se pás je stlačen a sušen do spojitého pásu papíru. V případě formového procesu, množství celulózy je nabráno do formy s drátově-sítovým základem (nebo jiným cedicím zařízením), tedy vlákna jsou položená na sítu, a nadbytečná voda může být odceděna mimo. Nyní lze použít tlak na odstranění přebytečné vody. Papír pak může být odebrán z formy, vlhký nebo suchý, a lze pokračovat v dalším zpracování. Většina hromadně vyráběného papíru se vyrábí použitím spojitého (Fourdrinierova) procesu pro vytvoření listu. Po vysušení tento spojitý list může být nařezán podélně a příčně na požadované rozměry. Standardní rozměry archů jsou předepsané regulačními orgány Mezinárodní organizace pro standardizaci (International Organization for Standardization – ISO).

#### Další přísady

Symbol pro acid-free paper

Neupravený papír, který obsahuje jen stlačenou a usušenou celulózu, je velmi savý (např. savý papír) a neposkytuje dobrý povrch pro psaní nebo tisk. Proto je v papíru použito velké množství přísad na dodání požadovaných vlastností. Ty jsou použity v povrchové vrstvě zvané apretura. Přísady apretury jsou často polymery navržené tak, aby poskytovaly lepší povrch pro tisk. Škroby a jiné přísady, jako je polyvinylacetát (polyvinyl acetate – PVA), jsou velmi často používané, ale kolik je typů papíru, tolik je typů apretur. Povrchové vrstvy též mohou být hlazeny, aby se na papír lépe psalo. Struktura neupraveného papíru je drsná, a proto se pro dosažení větší hladkosti používají povrchové vrstvy sestávající z latexu nebo jiných pojiv a plnidel, jako jsou kaolin nebo uhličitan vápenatý. Lesklé, hedvábné nebo kamínkové papíry, jako časopisecký papír (pro vnitřní stránky), se vyrábějí tímto způsobem. Lesklého efektu (např. na obálkách módních časopisů) se dosáhne na konci tiskového procesu, lakováním nebo laminováním, a není tedy vlastností papíru.
Jiné přísady se používají pro rozšíření různých vlastností papíru, nejčastějšími z nich jsou optické zjasňovače (OZP – optický zjasňovací prostředek), které dodávají papíru modrý odstín. Dalšími přísadami mohou být plnidla, klížidla, retenční prostředky,odpěňovače a další, které dodávají papíru vzhled a požadované vlastnosti. „Granitový papír“ je název papírové suroviny obsahující velmi jemná obarvená vlákna buď z látky nebo z papíru.